# Lophocampa atomosa
Lophocampa atomosa là một loài bướm đêm thuộc phân họ Arctiinae, họ Erebidae.